# Providentissimus Deus
Die Enzyklika Providentissimus Deus („Der sehr vorhersehende Gott“) gehört zu den sogenannten Bibelenzykliken, sie wurde am 18. November 1893 von Papst Leo XIII. veröffentlicht. Ihr Thema ist der Umgang mit der Heiligen Schrift nach dem Verständnis der Römisch-katholischen Kirche.

## Hintergrund
Es war das erste Mal, dass ein katholisches Kirchenoberhaupt zur Bibelwissenschaft Stellung bezog. Anlass für dieses Schreiben war ein Artikel von Maurice d’Hulst, dem Rektor des Institut Catholique de Paris, in dem dieser im Januar 1893 darlegte, es gebe in der katholischen französischen Exegese Schulenbildung: Auf der einen Seite stehe die „breite Schule“ (école large), die Inspiration und Irrtumslosigkeit der Bibel strikt auf die Glaubenswahrheiten begrenzen und der Exegese in den übrigen Fragen Freiheit geben wolle. Obwohl d’Hulst explizit nur die Meinung von anderen referierte, war dies faktisch seine eigene Meinung. Auf der anderen Seite stehe eine „enge Schule“ (école étroite), die die absolute Irrtumslosigkeit der Heiligen Schrift lehre, da Gott ihr Urheber (causa efficiens) sei. Dazwischen gebe es eine Mittelposition. D’Hulst erläuterte, dass das Erste Vatikanische Konzil diese Fragen offen gelassen und die Diskussion freigegeben habe. Dies war zutreffend, so wurde etwa die Formulierung des Mainzer Bischofs Wilhelm Emmanuel von Ketteler von den Konzilsvätern angenommen, dass die Bulle Cantate Domino (4. Februar 1442, Konzil von Ferrara/Florenz) nicht weiter präzisiert werden solle.
Bereits existierende Entwürfe zu einer päpstlichen Enzyklika erhielten durch d’Hulsts Artikel eine konkrete Richtung, was Klaus Unterburger mit dem Einfluss des Kardinals Camillo Mazzella SJ erklärt. Aus Sicht römischer Jesuiten hatte das Konzil die Frage der Schriftinspiration nicht behandelt und damit einen Freiraum eröffnet, in dem John Henry Newman, August Rohling und François Lenormant problematische Thesen entwickelten. Dem Text der Enzyklika liegt ein Entwurf von Rudolf Cornely SJ zugrunde, der zu dieser Zeit am Collegium Romanum unterrichtete.

## Gliederung
Die Enzyklika ist in drei Hauptteile gegliedert:
- Wert und Nutzen der Bibel;
- Exegetische Forderungen;
- Autorität und Glaubenswürdigkeit der biblischen Schriften.

## Inhalt
Leo XIII. bekräftigt, dass die römisch-katholische Kirche die Heilige Schrift seit jeher hoch geschätzt und intensiv studiert habe. Sie sei ein „Brief des Vaters an das Menschengeschlecht.“ Dass sich der Papst nun zu diesem Thema äußere, sei durch neuartige Angriffe auf Kirche und Heilige Schrift verursacht. Früher waren es die nichtkatholischen Exegeten, die auf ihr privates Urteil vertrauten und so in der Bibel Aussagen fanden, die der Lehre der Kirche widersprachen. Nun aber seien die Rationalisten einen Schritt weiter gegangen. Sie betrachteten die Bibel als historischen Text wie andere auch und entdeckten darin historische Irrtümer. Hier bemerkt der Papst, dass sich die Rationalisten ihrer Sache so sicher seien und sich doch untereinander widersprächen, auch ihre Lehren ständig weiterentwickelten. Da die rationalistischen Bibelerklärungen in den Medien verbreitet würden und die Gläubigen verunsicherten, bekräftigt Leo XIII. ausdrücklich die seit jeher gültigen Grundsätze der Bibelauslegung:
- Der Sinn einer Bibelstelle steht fest, wenn das kirchliche Lehramt sie ausgelegt hat. Eine Bibelauslegung ist falsch, wenn sie dem Lehramt widerspricht oder im Gegensatz zu anderen Bibelstellen steht.
- Den Konsens der Kirchenväter, den bereits das Tridentinum und das Erste Vatikanum als Kriterium für richtige Bibelauslegung genannt hatten, wird bekräftigt. Eine Bibelauslegung ist (nur) dann sicher falsch, wenn sie den Väterkonsens gegen sich hat. Die Lehren einzelner Kirchenväter wie auch späterer kirchlicher Autoren seien aber hoch zu schätzen und eifrig zu studieren – nicht aber die Werke nichtkatholischer zeitgenössischer Bibelwissenschaftler.
- Der Literalsinn ist der primäre Sinn der biblischen Texte, von dem nur in begründeten Fällen abgewichen werden kann. Die Allegorese hat erbaulichen Wert, soll aber nicht zur Begründung von Glaubenssätzen dienen.
- Der Text der Vulgata hat Priorität. Wo er unklar ist, können auch die hebräischen und griechischen Bibeln hinzugezogen werden, um so den Sinn des Vulgatatextes aufzuhellen.

Da der Heilige Geist der eigentliche Verfasser der Heiligen Schrift sei, steht ihre Irrtumslosigkeit (Inerranz) und Unfehlbarkeit (Infallibilität) in allen Fragen, und nicht nur in Bezug auf die Heilswahrheiten, fest. Probleme, die von Naturwissenschaftlern und Historikern dagegen geltend gemacht werden, werden sich bei genauerer Betrachtung auflösen. Gott als Schöpfer der Welt sei ja auch der Urheber der Offenbarung. Man müsse beachten, dass die Bibel kein naturwissenschaftliches Lehrbuch sei und in ihr auch bildliche Redeweise vorkomme. Und was so für den Dialog mit den Naturwissenschaften gelte, könne auf die Geschichtswissenschaft übertragen werden. Wie das gemeint ist, wird in der Enzyklika nicht ausgeführt, sondern die Wahrscheinlichkeiten des Historikers mit der Gewissheit der Heiligen Schrift kontrastiert. Im Bibeltext können Fehler der Kopisten enthalten sein; aber an sich enthalte der Bibeltext keine falschen Aussagen.
In den Priesterseminaren soll die Ausbildung mit der thomistischen Philosophie beginnen und sich dann erst, wenn die Seminaristen innerlich gefestigt sind, der Bibel zuwenden. Die exegetische Ausbildung muss qualitätvoll sein, damit die Absolventen den Irrtümern der nicht-katholischen Bibelwissenschaftler entgegentreten können. Sie solle einen Mittelweg zwischen Überblickswissen und Detailstudien darstellen, Realien könnten im Unterricht unterstützend herangezogen werden. Die Textkritik wird als wichtig anerkannt, da ja mit Kopistenfehlern gerechnet wird, aber die „höhere Kritik“ bzw. „interne Kritik“ (gemeint ist die Literarkritik) wird in der Enzyklika als unwichtig und wenig hilfreich eingestuft. „Da sie kaum zu gesicherten Ergebnissen gelange, werde sie zum Einfallstor subjektivistisch-unbegründeter Hypothesen a priori […]“

## Wirkungsgeschichte
Obwohl der Name Loisy in d’Hulsts Artikel in Le Correspondant nicht genannt wurde, nahm die Öffentlichkeit an, dass mit der „breiten Schule“ Alfred Loisy und sein Kreis gemeint sei. D’Hulst reagierte bereits vor Promulgation der Enzyklika entsprechend und beschränkte Loisys Lehrtätigkeit am Institut im Mai 1893 auf die semitischen Sprachen.
Maurice d’Hulst, Louis Duchesne und die übrigen Professoren des Institut Catholique sandten dem Vatikan nach der Promulgation umgehend ein Schreiben, in dem sie die Enzyklika anerkannten. D’Hulst fügte seine persönliche Unterwerfung an, einen Text, in dem er sich von Aussagen distanzierte, die er in seinem Artikel gemacht hatte. Er äußerte sich danach nicht mehr zu kontroversen bibelwissenschaftlichen Themen.
Mit der Enzyklika hatte sich eine theologische Richtung durchgesetzt, so Klaus Unterburger, die dogmatische Fragen stärker gewichtete als historische. Das sei für römisch-katholische Exegeten schwierig gewesen, die Dogmen und historische Sachverhalte in ihrer wissenschaftlichen Arbeit zusammenbringen mussten. Eine Möglichkeit, mit der Enzyklika umzugehen, sei gewesen, dass man sie als Ermunterung zum Bibelstudium las und dazu die in der Enzyklika nicht ausgeführte Analogie historischer und naturwissenschaftlicher Fragen aufgriff.

## Spätere Bibelenzykliken
Nach dieser Bibelenzyklika folgten als weitere Bibelenzykliken:
- Spiritus Paraclitus (8. Dezember 1920), auch „Hieronymus-Enzyklika“ genannt, von Papst Benedikt XV.
- Divino afflante Spiritu (30. September 1943) von Papst Pius XII.

Außerdem:
- Zweites Vatikanisches Konzil: Dei verbum Dogmatische Konstitution über die göttliche Offenbarung, am 18. November 1965 von den Konzilsvätern mit 2.344 zu 6 Stimmen angenommen und durch Papst Paul VI. promulgiert.